# Minas de Alquife
Las minas de Alquife, también denominadas habitualmente como las minas del Marquesado, son una explotación minera española que se encuentra situada sobre los términos municipales de Alquife, Aldeire, Jérez del Marquesado y Lanteira, en la provincia de Granada. En sus yacimientos existen importantes reservas de mineral, principalmente de hierro. En la actualidad Alquife constituye la mayor mina a cielo abierto de hierro de Europa.
Históricamente, esta zona ha sido explotada con fines mineros, aunque fue a partir del siglo XIX cuando las labores de extracción vivieron su auge. Primero bajo iniciativa de varias empresas de capital británico y luego bajo la égida de la Compañía Andaluza de Minas, los yacimientos de Alquife se convirtieron en un importante complejo que contaba con plantas industriales, oficinas, un poblado minero, ramales ferroviarios, etc. A través del ferrocarril se daba salida al hierro extraído hasta el puerto de Almería, desde donde salía por vía marítima cargado en buques mercantes. Las minas estuvieron activas hasta su cierre a finales del siglo XX, ya que su explotación había dejado de ser rentable. No obstante, desde el año 2020 vuelven a estar activas nuevamente.
El coto minero de Alquife atesora un amplio patrimonio de carácter histórico e industrial como resultado de las actividades que se han desarrollado durante la Edad Contemporánea. Debido a ello, en 2010 la zona fue declarada como Bien de Interés Cultural con la categoría de lugar de interés industrial.

## Historia

### Antigüedad y Edad Media
Las riqueza mineral de Alquife se ha empleado desde la edad de Bronce, como atestiguan los indicios de Cerro Zorreras, la mina de Lanteira, el Peñón de Arruta y Cardal. Continuó en época romana, como parecen indicar los topónimos latinos y mozárabes de Lanteira o Ferreira, que identifican la minería de plata y hierro. En los siglos X y XI, en épocas omeya y zirí, se registran los vestigios más antiguos de explotación minera y su relación con Wadi-Ash. Alquife se configura desde la etapa nazarí como el principal centro productor de hierro del Zenete. Las minas en este período islámico se situaron cerca del castillo de Alquife, pues desde él se ejercía el control de las mismas. Tras la Guerra de Granada los Reyes Católicos concedieron a Pedro González de Mendoza, en 1490, el señorío de varias alquerías y el monopolio de la explotación de las minas de hierro de Alquife y Jéres a su hijo, I marqués de Cenete, que se integraron en el linaje del duque del Infantado hasta el siglo XIX.

### Edad Contemporánea
La explotación minera fue el sector económico de mayor dinamismo en España a finales del siglo XIX, en buena medida gracias a la Ley de Minas de 1868, que facilitaba las concesiones mineras y daba mayor seguridad a los derechos de explotación. La producción de acero inglés y, en menor medida, alemán, supuso el auge de la minería del hierro en España. La totalidad de la producción se exportaba y las concesiones eran de capital extranjero, como fue el caso de la Tharsis Sulphur and Copper Company Limited (minas de Tharsis) o la Rio Tinto Company Limited (minas de Riotinto), que tuvieron una gran implantación en la provincia de Huelva. En 1895 el ingeniero de minas Hubert Meersmans de Smet, propietario del Carmen de los Mártires y figura importante en la vida cultural de Granada, vendió sus concesiones en el Cerro de Alquife y sus aledaños, la parte primigenia de la mina, a la sociedad minera de capital escocés The Alquife Mines and Railway Company Limited.

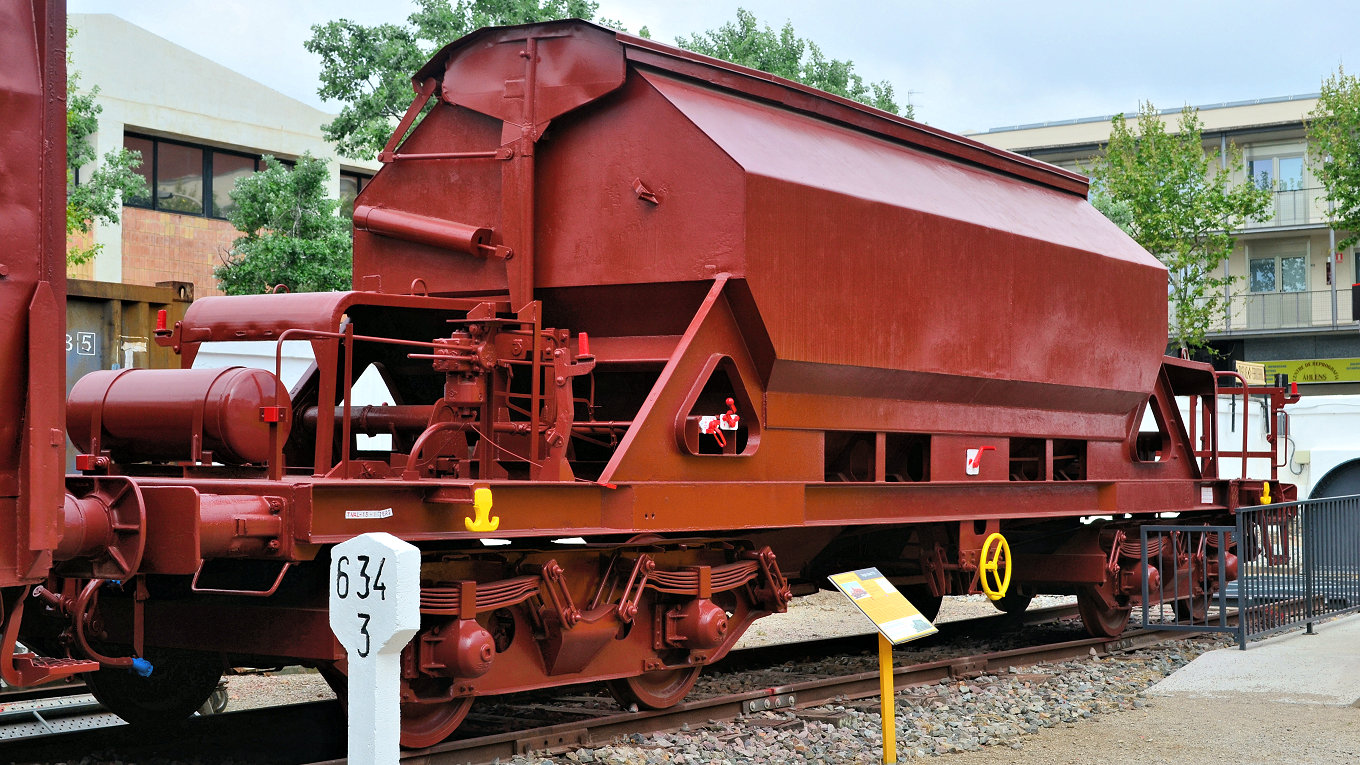
Antiguo vagón tolva utilizado para transportar mineral de las minas del Marquesado hacia la costa a través de la línea Linares-Almería.

En 1899 entró en funcionamiento la línea Linares-Almería, principalmente para el transporte de mercancías por ferrocarril entre el distrito minero Linares-La Carolina al puerto de Almería. En 1899 The Alquife Mines construyó un ramal de 11 kilómetros para conectar sus explotaciones con esta línea férrea a través de la estación de La Calahorra-Ferreira. En 1904 se inauguró el denominado Cable Inglés en el puerto de Almería para reducir el tiempo de carga del mineral en los barcos. 
En 1905 la compañía escocesa Bairds Mining Company Limited adquirió concesiones en el sector de la llanura, al norte y al este de las minas de Alquife y adquirió una importante porción de los terrenos de la marquesa de Lombay. En 1916 la Bairds Mining Company construyó un segundo ramal de 14 kilómetros a la línea Linares-Almería en la estación de Huéneja-Dólar. Para el comercio marítimo del mineral, Bairds Mining construyó un segundo cargadero de mineral, más moderno, conocido como Cable Francés o Alquife Whraf n.° 2. Así, las minas de Alquife se dotaron de una moderna infraestructura de transporte para el comercio marítimo del mineral de hierro. A esta infraestructura hubo que sumar otra fundamental para el funcionamiento de la industria minera, la red eléctrica, lograda a través de distintas fábricas de luz, de las que sólo se conserva una pequeña instalación conocida como casa de máquinas del salto de agua. Gracias a la minería industrial, la electricidad llegó a los hogares del Marquesado de Zenete, lo cual supuso un considerable avance tecnológico para una zona tradicionalmente deprimida.
En 1929 Bairds Mining cedió sus explotaciones a la Compañía Andaluza de Minas (CAM), fundada en ese mismo año. Esta se había constituido en una asociación del Banco Urquijo con la francesa Societé Mokta el Hadid, principal compañía minera de Argelia, que más adelante se fusionó con la Sociedad Minera y Metalúrgica de Peñarroya. El capitalismo introdujo en la minería industrial nuevas técnicas y maquinaria de explotación modernas que permitieron extracciones ingentes y rápidas, fundamentalmente, de hierro, pero también de cobre y plata.
En 1953 Alquife Mines se vendió a la bilbaína Agrupación Minera S. A. (Agruminsa), filial minera de Altos Hornos de Vizcaya. A partir de la década de 1940 las concesiones de CAM obtiuvieron rentabilidad gracias a las fuertes inversiones realizadas para el desmonte, bombeo y explotación a cielo abierto. Fue la CAM quien impuso un sistema de explotación a la americana en una gigantesca cantera, llamada la corta, de donde obtuvo los máximos tonelajes productivos de mineral. Bajo su gestión las labores de extracción alcanzarían un grado de mecanización considerable. Esta compañía construyó el poblado minero Los Pozos entre las décadas de 1950 y 1970, el cual supuso la creación, por primera vez, de una plantilla de mineros asentados cerca de la explotación minera, y la dotación de un cuerpo profesional jerárquicamente especializado y con trabajo estable. Esto significó una mejora considerable de las condiciones de trabajo y de vida para parte de la población de Alquife y municipios vecinos. Anteriormente, el trabajo minero había sido un empleo temporal (alternado con el de jornalero), con salarios muy bajos, sometido a unas duras condiciones de control, y exposición a frecuentes accidentes y enfermedades, ante la práctica inexistencia de medidas de seguridad y prevención. En 1967 CAM extrajo un millón de toneladas de las minas de Alquife y en 1973 se edificaron los silos de la estación de Almería conocidos como Toblerone para los 12 trenes diarios que llegaban al puerto de Almería, ya que la producción de mineral llegó a ser de 3.7 millones de toneladas al año.

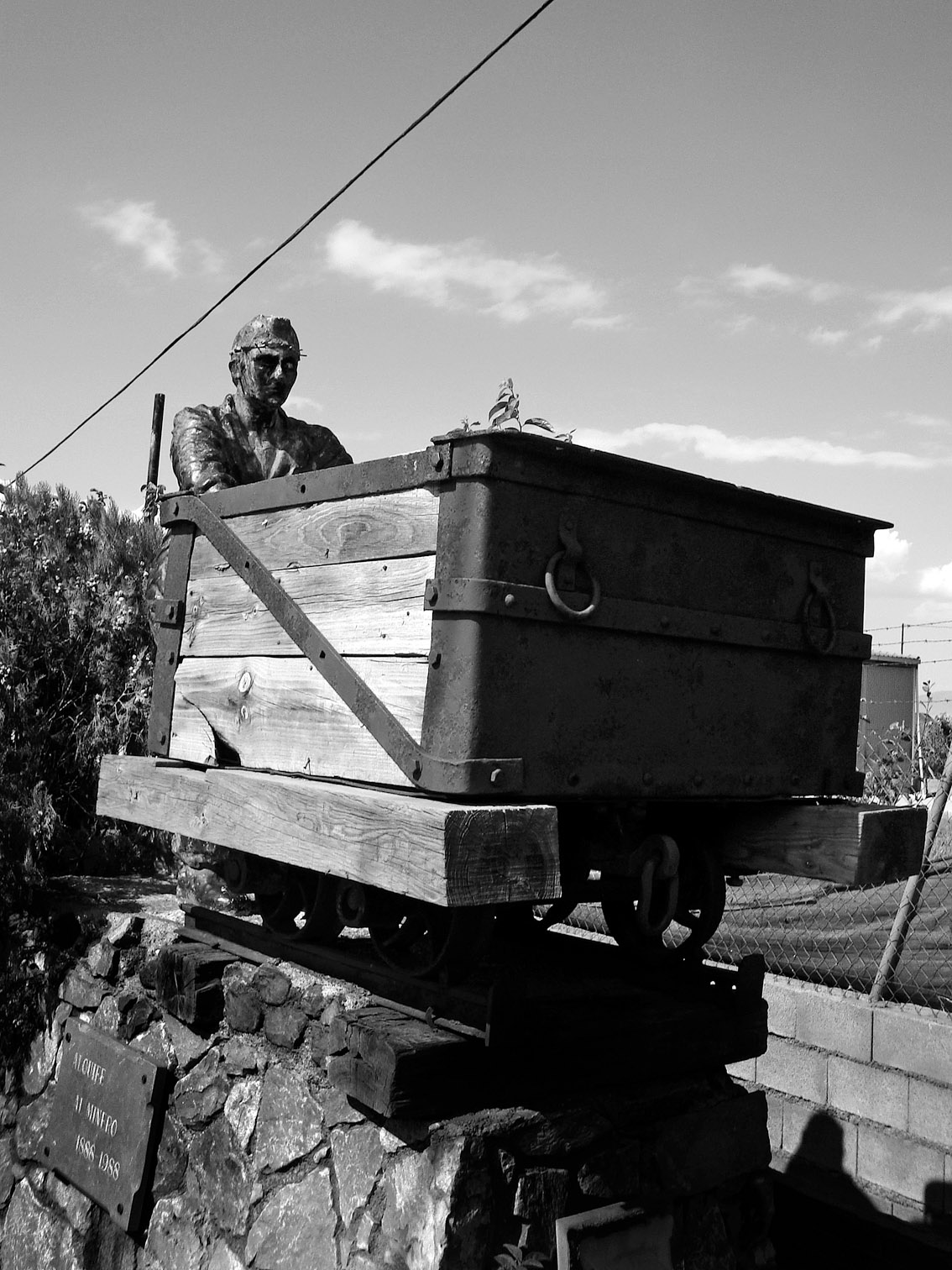
Monumento al minero

En 1984 todas las explotaciones mineras fueron adquiridas por la Compañía Andaluza de Minas (CAM) y se formó el actual coto minero. Hasta 1996 (fecha en la que se produjo el cierre de la mina), y durante la última treintena de años en activo, fue el principal centro productor de mineral de hierro de España con una producción de más de 80 millones de toneladas de mineral de hierro. Suministraba incluso a los Altos Hornos de Vizcaya y exportaba a diversos países como Gran Bretaña, Francia, Holanda, Bélgica, Italia, Alemania y Rumanía.
En 2010 fue declarado Bien de Interés Cultural por sus relevantes valores históricos, geológicos, paisajísticos, técnico-industriales y etnológicos, que han derivado en una forma de vida y de trabajo determinadas, configuradores de una identidad colectiva en el territorio como parte fundamental de la historia y del legado minero-industrial granadino.
En 2020, después de décadas inactiva, se procede a la reapertura de la explotación minera. El mineral de hierro se exporta ahora por el puerto de Málaga.

## Geología

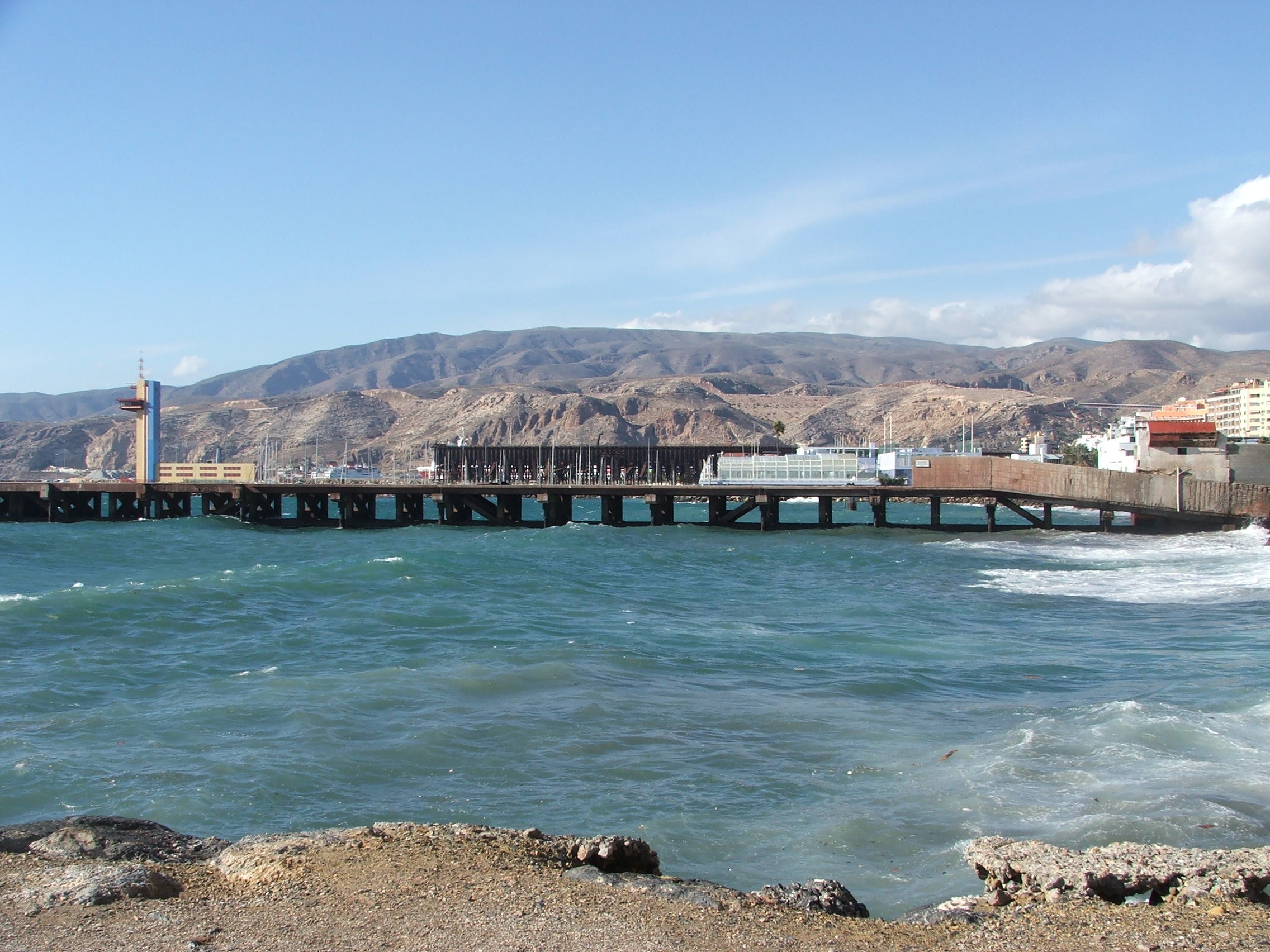
Cables Francés en el puerto de Almería para el transporte marítimo durante el auge de la minería de hierro de Alquife

La importancia de la minería se encuentra en la estructura geológica de la zona del marquesado del Zenete, que se encuentra en el complejo nevado-filábride. Los yacimientos de hierro más importantes son mineralizaciones estratoligadas en los mármoles permotriásicos o triásicos a las que corresponden formaciones tipo hematites y goethitas (facies de óxidos).

## Descripción

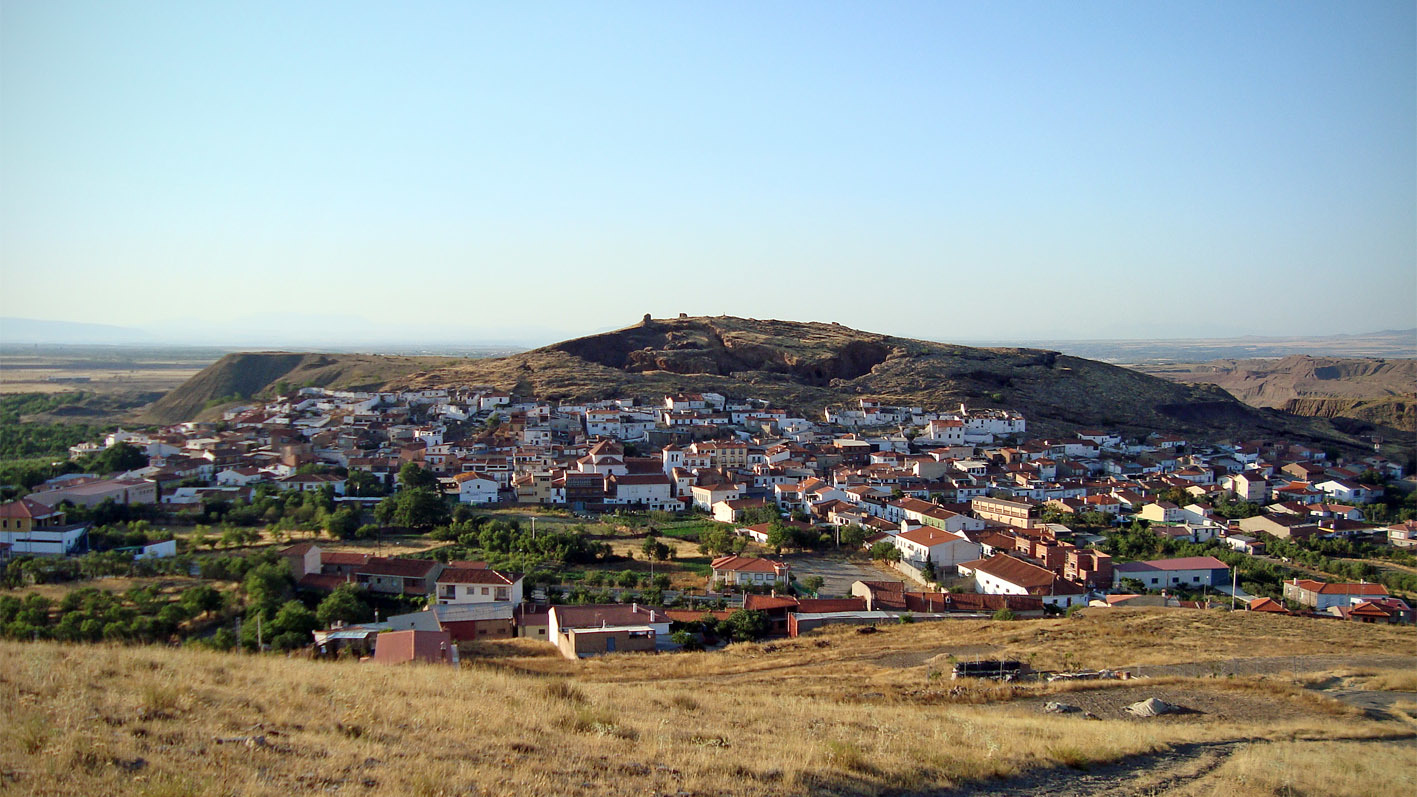
Vista de Alquife.

Las minas de Alquife están formadas fundamentalmente por el coto minero y, alejado de este, la casa de máquinas del salto de agua para la producción de electricidad. El coto minero, dedicado sobre todo a la extracción de hierro y en menor proporción de cobre y plata, presenta tanto la explotación en galerías subterráneas como a cielo abierto y, toda una serie de edificios auxiliares destinados al tratamiento, análisis del mineral, reparación y almacenamiento del mismo, zona residencial del personal de la mina y espacios de carácter social (escuelas, hospital, iglesia…), correspondientes en su mayoría a época contemporánea. En este Bien se aprecian dos partes fundamentales: la casa de máquinas del salto de agua y el coto minero que, aparte del conjunto de minas, dispone de instalaciones industriales, cargaderos de mineral, poblado de Los Pozos, puente de hierro y vías de ferrocarril. El yacimiento de Alquife constituyó el potencial de hierro más importante de Europa. 
Las minas son el elemento más visible de la comarca, comprenden el Cerro de Alquife y un área hacia el norte que presenta una extensión de unos 2 km y una superficie aproximada de 633 ha, delimitada por la rambla de Lanteira al oeste y la de Alquife y Benéjar al este. En las minas se encuentran desde las explotaciones semisubterráneas, que perforan el cerro del Castillo, hasta la explotación minera a cielo abierto o corta, de casi 300 m de profundidad y actualmente semiinundada que forma un lago artificial, con agua del acuífero. La altitud media del coto es de 1.160 m que se corresponde con la curva de nivel que se sitúa en el centro de la corta principal.
Esta zona minera, singular por su medio natural transformado y antropizado, configura un paisaje rojizo que está repleto de hondonadas excavadas, alternadas con llanuras. Dicho paisaje es el resultado de la evolución histórica, de una prolongada explotación minera desde los siglos X y XI hasta finales del siglo XX.
El patrimonio técnico-industrial destacó por aplicar desde finales del siglo XIX hasta 1996 las técnicas más modernas de extracción y tratamiento del mineral de hierro de la época. De dicho patrimonio se conservan algunos interesantes elementos a preservar declarados Bien de Interés Cultural en 2010 como parte del patrimonio industrial de España, al igual que otros complejos mineros como las minas de la Reunión, o la cuenca minera berciana.

### Partes integrantes del Coto de las minas de Alquife

#### Las minas
El valor geológico de las minas de hierro de Alquife radica en su enclave. Están situadas en el seno del Distrito Minero del Marquesado y están formadas por mineralizaciones de óxidos e hidróxidos estratoligadas en los mármoles permotriásicos, aunque con morfologías extremadamente irregulares. Todo el conjunto, de edad triásica, pertenece a la secuencia de cobertura del Manto del Mulhacén o Complejo Nevado-Filábride, zona Bética.
Entre las minas semisubterráneas o de galería sobresalen:
- Las minas del Cerro del Castillo se encuentran al norte del pueblo, en el Cerro de Alquife y en torno a las ruinas del Castillo. En ellas se asientan las explotaciones mineras más antiguas, del siglo X-XI, que siguieron activas y excavándose hasta mediados del XX. En este lugar se encuentran varias explotaciones, entre las que cabe destacar por su antigüedad y riqueza la concesión «La Oportunidad», la primera concesión belga de la época contemporánea situada en el Cerro del castillo; y en los aluviones de este, la «Cueva del Castillo», la «Cueva de los Grajos», la «Cueva de la Cebada o del Corral» y otras dos en la ladera sur; sobresale la que presenta la inscripción «Gran afloramiento» pues conserva restos de la antigua alquería. Otras galerías mineras a reseñar son las ubicadas al fondo de la Corta, por la torre este del castillo que son estrechas e irregulares. En la ladera este del cerro se halla la «Cueva de las Cinco Bocas» que consiste en un grupo de pequeñas minas. También se abre una trinchera de unos 2 m de profundidad que desemboca en una gran corta que se corresponde con la «Cueva de los Almendros» al oeste y la «Cueva de los Ladrones».

- Labores de interior de The Alquife Mines y Agruminsa. Son un conjunto de labores subterráneas entre las que destacan: Túnel de San Alejandro, Plano inclinado de San Alejandro, Plano inclinado de San Torcuato y Labores del nivel 1030, Conjunto de las labores del 66 que está constituido por un entramado de pequeñas explotaciones, pozos y chimeneas anexas a la corta del 66. La galería general comunica con el túnel de San Alejandro.

Entre las minas a cielo abierto cabe mencionar:
- La corta principal. Representa una de las mayores explotaciones a cielo abierto de Andalucía junto con la corta Atalaya de Minas de Río Tinto (Huelva). Posee una superficie de 1,5 km² y una profundidad media en torno a 225 m. Como consecuencia de la paralización del bombeo, la cantera se encuentra inundada en un 50% de su volumen.

- Cantera del 66. Es una pequeña explotación a cielo abierto de Agruminsa, de 413 m², contigua a la carretera de acceso al poblado minero de la Compañía Andaluza de Minas. En sus paramentos se observan los vestigios de las antiguas labores de interior. Su actividad finalizó en 1973.

#### Poblado minero de Alquife
Contigua a la explotación se encuentra la barriada de Los Pozos, poblado minero construido por la Compañía Andaluza de Minas entre los años 50 y 70, a partir de un núcleo inicial de viviendas residenciales para el personal directivo que data de los años 30. La estructura del poblado reproduce en el espacio residencial la jerarquía de las relaciones de producción en la empresa: la Casa de Dirección es de tipo regionalista, una mansión ajardinada con pista de tenis, dispuesta en dos plantas más una tercera con torreón, y planta de sótano. Para los ingenieros y el médico se hicieron chalés individuales con amplio jardín y huerto; con el mismo esquema compositivo, chalecitos adosados para técnicos intermedios; casas dispuestas en hileras de una planta para encargados, capataces y administrativos; y pequeñas casas adosadas, también en hileras, para los obreros. La sucesiva ampliación del poblado dejó al mismo dividido en dos por la vía del tren minero. El conjunto edificado incluye capilla, hospital, clubes de ingenieros (1973) y de obreros, economato y varias escuelas (una de ellas rehabilitada en 1984 y transformada en laboratorio y oficinas).

#### Parque minero, oficinas y otras instalaciones industriales
El parque minero es una zona de diversas instalaciones destinadas al tratamiento, almacenamiento y transporte del mineral y a varios servicios para trabajadores. Se compone de los siguientes espacios:
- La Planta de Tratamiento de Medio Denso (PMD), situada junto a las antiguas oficinas de la CAM. Está dedicada al lavado y cribado del hierro. Es un edificio de estructura metálica de dos plantas Consta de dos cubas para lavado y cribado, tambor de separación tipo Wemco, vobrotamices, separador magnético, depósito de medio denso, bombas y diluido, así como algunas cintas transportadoras para mover el material desde unos elementos tanto útiles como de desecho. Dicha planta fue construida en 1972.

- La Planta de Tratamiento por Separación Magnética (SMAIH) es una instalación de alta tecnología puesta en marcha en 1984 que se hizo para sustituir a la PMD. Está situada en la parte oriental del coto minero y está constituida por dos edificios de dos plantas, la antigua planta de Clasificación Hidráulica y la nueva de Separación Magnética. El conjunto consta de tambor de clasificación, separadores magnéticos, tambores de espesado, filtradores y concentradores que contienen filtros, prensa y filtros banda.

- El Cargadero de mineral y ferrocarril de la Compañía Andaluza de Minas. Está integrado por un almacén-tolva gigante, con dispositivo para la carga directa a trenes, así como de una sala de control aneja. Las vías férreas transportaban el mineral desde Alquife a la general de Guadix y al puerto de Almería. Se construyeron en la primera década del siglo XX. Una parte del trazado queda incluido en el coto minero.

- Los Talleres y Almacenes son naves metálicas independientes de muy grandes dimensiones y en cuyo interior disponían de todo lo preciso para su operatividad.

- Los Vestuarios y el Comedor es un edificio de una sola planta para el desarrollo de estas funciones.

- La Oficina Principal es el inmueble donde se ubicaba la dirección, administración y gabinetes técnicos. Se trata de un edificio rectangular construido en mampostería, de grandes dimensiones (715 m²) y una sola planta. El techo es de fibrocemento. El edificio se organiza en torno a un pasillo central y despachos a los lados. La zona de administración es la única sala dividida por paneles.

- El Almacén de Testigos es una nave de una sola planta de grandes dimensiones donde se guardaba los testigos de sondeos realizados por la Compañía Andaluza de Minas. Para ello dispone de unas estructuras de hierro a modo de estanterías.

- El Antiguo Laboratorio y Casa de Geología es una antigua vivienda de tipo chalecito reconvertida para esos usos.

- La Subestación Eléctrica es un moderno edificio dotado con todo el material para la transformación de corrientes de elevada tensión y control de distribución.

- Las Oficinas de Planificación. Se trata de un edificio de planta baja situado frente a la Oficina Principal. Es el resultado de la adaptación de antiguas viviendas. En la parte trasera de estas oficinas de la CAM se encuentra un molino eléctrico destinado originalmente a mover algún elemento de la planta de tratamiento antigua y para la molienda del mineral. Tiene una rueda a la que se transmitía el movimiento mediante una cinta. La estructura está anclada a dos pilares de hormigón. Es una máquina de hierro de la marca J. Juste, de Bilbao.

- Los Polvorines Antiguos y Modernos. Los antiguos polvorines se sitúan próximos a la corta, en el paramento sur, junto al mirador del skip. Son cuatro casetas dispuestas en los vértices de un cuadrado y protegidas por un muro de tierra de 3 m de altura. El polvorín moderno se sitúa justamente en el otro extremo de la cantera, en la ladera oeste de los vacies de aluviones. Se trata de una moderna instalación dotada de una alambrada metálica.

- El Conjunto de Antiguas Instalaciones de The Alquife/Agruminsa. Se disponen según un recinto cerrado y están situadas junto a la cantera del 66. Todas ellas están en un estado muy deficiente y corresponden a talleres mecánicos, una amplia nave, un almacén del equipo de sondeos, economato, panadería, subestación y antigua fábrica de briquetas con su correspondiente horno. Junto a esta antigua fábrica se halla una interesante maquinaria de la segunda mitad del XX, el separador con tolva.

Entre la maquinaria de interés tecnológico en este parque minero se halla la Acopiadora o Cinta Transportadora, fechada entre las décadas de los 60-70. Se trata de una de las piezas fundamentales y de más envergadura dentro del equipamiento del coto minero, ya que gracias a éstas se traslada el mineral extraído para su limpieza y transformación a lo largo de todo el coto. Dicha maquinaria está situada en el centro de éste. Es de hierro, excepto la cinta que es de goma y su color es amarillo. La acopiadora se encuentra montada sobre cuatro soportes en las vías férreas que atraviesan longitudinalmente el parque de mineral. En la parte baja tiene una pequeña tolva para la carga y una cabina con los mandos. Su largo brazo es sujetado mediante tirantes a un mástil inclinado y un contrapeso.
Existen otras cintas transportadoras, algunas con grúas, que están distribuidas por otras zonas del parque, al oeste, norte y sur. Algunas de éstas han sido desmontadas parcialmente.

#### Puente de hierro
Estructura situada al oeste de las instalaciones y el poblado minero e inmediatamente al este de la corta principal a cielo abierto. Su longitud es de unos 20 m aproximadamente. La estructura es metálica y se apoya sobre dos pilares simples de hierro y los taludes de la vía de acceso a los vacies. Está realizado enteramente con remaches. Debió de servir para el paso de vagonetas. Posiblemente haya que datarlo antes de la década de los 30 del siglo XX.

#### Balsas de lodos
Se sitúan las ocho balsas entre los vacies y la rambla de Alquife. Están intercomunicadas y tuvieron como misión la recogida y decantación de lodos inocuos provenientes de las plantas de tratamiento del parque minero. En 1989-1990 se realizaron en ellas ensayos de reforestación con resultados satisfactorios.

#### Vías pecuarias
Dentro de la delimitación del coto minero, se encuentran dos vías pecuarias:
- La «Cañada Real de los Pasajeros». Procedente del término de Lanteira, penetra en el de Alquife, por el Cortijo Triguero, lo atraviesa y sale en su trazado al término de Aldeire.

- La «Cañada Real del Camino de Guadix». Procedente del término de La Calahorra, penetra en el de Alquife y lleva como eje de su recorrido el camino de Alquife a Alcudia de Guadix.

#### Los Vacies
Corresponden a una gigantesca y no obstante ordenada aglomeración de materiales estériles, en su mayoría aluviones provenientes de la excavación de la gran cantera. Representa un formidable espigón de más de 2 km² que destaca sobre la llanura del Marquesado con una altitud media de unos 90 metros.

### Partes integrantes del Salto de Agua
En el término municipal de Jérez del Marquesado se conserva la casa de máquinas, o también conocida como la fábrica de la luz de las minas, desde la que, aprovechando el salto de agua producido por el desnivel del río Alcázar, se abastecía de electricidad a las minas durante su primer período de explotación y que hoy, permanece como único testigo de este tipo de infraestructuras eléctricas. Se trata de una casa de una sola crujía, con una sola estancia en su interior y cubierta a dos aguas, con unas dimensiones aproximadas de 15 por 8 metros. De la parte inferior del edificio salen tres canalizaciones que están parcialmente rellenos de escombros. En la actualidad, no se conserva ningún tipo de maquinaria o elementos electrógenos.